# Judy Schwomeyer
Judy Schwomeyer, verh. Sladky ist eine ehemalige US-amerikanische Eiskunstläuferin, die im Eistanz startete.
Ihr Eistanzpartner war James Sladky. Mit ihm nahm sie im Zeitraum von 1967 bis 1972 an Weltmeisterschaften teil. 1969, 1971 und 1972 gewannen Schwomeyer und Sladky die Bronzemedaille und 1970 in Ljubljana wurden sie Vize-Weltmeister hinter Ljudmila Pachomowa und Alexander Gorschkow aus der Sowjetunion.
Zusammen mit ihrem Trainer Ronald Ludington kreierten Schwomeyer und Sladky den Pflichttanz Yankee Polka.
Nach dem Ende ihrer Wettkampfkarriere wechselten Schwomeyer und Sladky zu den Profis. Schwomeyer betätigte sich auch als Schauspielerin. Das Eistanzpaar heiratete, ließ sich nach 19 Jahren aber wieder scheiden.

## Ergebnisse

### Eistanz
(mit James Sladky)
| Wettbewerb / Jahr                | 1967 | 1968 | 1969 | 1970 | 1971 | 1972 |
| -------------------------------- | ---- | ---- | ---- | ---- | ---- | ---- |
| Weltmeisterschaften              | 8.   | 4.   | 3.   | 2.   | 3.   | 3.   |
| US-amerikanische Meisterschaften | 3.   | 1.   | 1.   | 1.   | 1.   | 1.   |